# Nellie Happee
Nellie María Elena Happee Zamora (Ciudad de México el 2 de julio de 1930). Es una bailarina, coreógrafa y docente mexicana.Cofundadora del Ballet Clásico de México, ahora Compañía Nacional de Danza, y fundadora de la Escuela de Ballet Nellie Happe, en 2019 fue premiada en Lunas del Auditorio en la categoría de danza moderna, por Carmina Burana.

## Trayectoria

### Orígenes

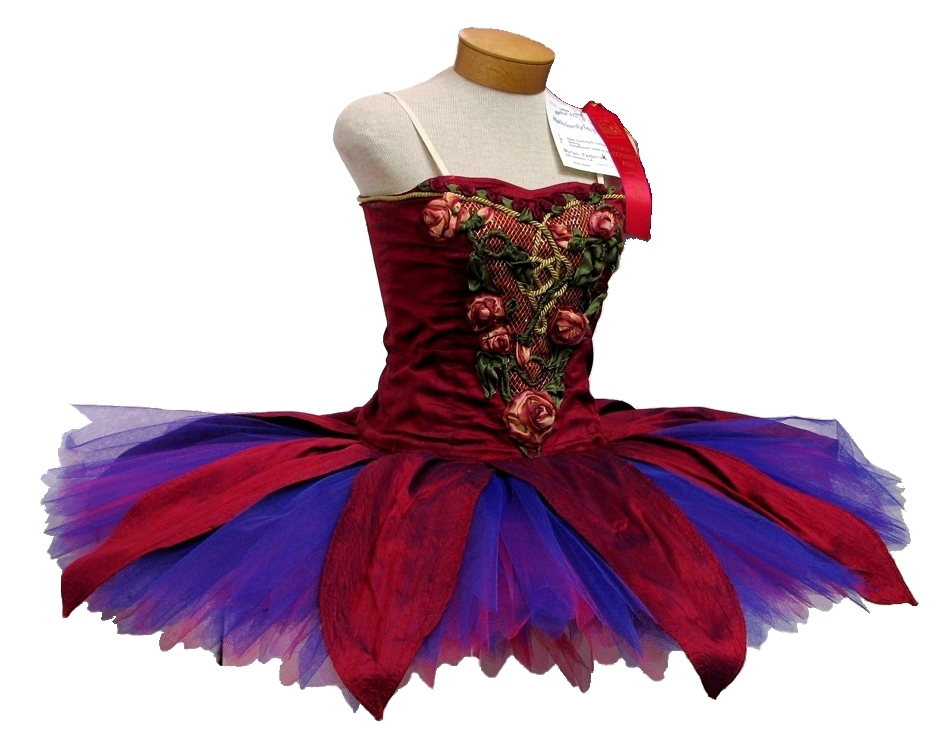
El tutú es la indumentaria de las bailarinas clásicas.

Tenía cinco años cuando aprendió a bailar el Jarabe tapatío y la rumba. Poco después, en una estancia familiar de varios meses en Chicago, estudió danza española. De regreso a la Ciudad de México, le tomaron su primera fotografía en una de las terrazas del recién inaugurado Palacio de Bellas Artes y estrenó su primer tutú, elaborado por su abuela.

### Estudios
Antes de cumplir 10 años, entró como alumna a la Academia de Bellas Artes. Luego estudió con maestros y coreógrafos como Estrella Morales, discípula de Isadora Duncan, Xavier Francis y Nelsy Dambré, en México; Bronislava Nijinska, en Los Ángeles (1946-1950); Liubov Yegórova y Olga Preobrazhénskaya, en París (1955-1957).
Asimismo, su trabajo fue base para su propio desarrollo profesional. En una entrevista, declaró: “yo hacía mucha ópera porque la ópera te enseña a que te tienes que adaptar a una época y también a un espacio que generalmente no es un gran espacio, te tienes que circunscribir a eso, pero todo eso te obliga a pensar cómo quieres hacer las cosas.

### Desarrollo profesional
A pesar de que su baja estatura, planteó dudas sobre la viabilidad de su carrera, es considerada una de las mayores exponentes de la danza clásica en México. Baila ballet clásico, de punta, descalzo y contemporáneo. 
Happee es autora de más de cincuenta creaciones coreográficas en las que combina la música con la expresión artística y la narrativa en la danza. 

### Participación en aspectos institucionales
En 1958, reorganizó la Escuela de Danza de Bellas Artes en Mérida, Yucatán.
En 1958, elaboró el primer programa de estudios para la carrera de bailarín clásico en la Academia de la Danza Mexicana.
En 1959, fundó el Ballet de Cámara, que dirigió hasta1963.
En 1959, cofundó y codirigió hasta 1963 el Ballet Clásico de México, que después se convirtió en la Compañía Nacional de Danza.
En 1965, compartió con Amalia Hernández la dirección del Ballet Folklórico de México hasta 1967.

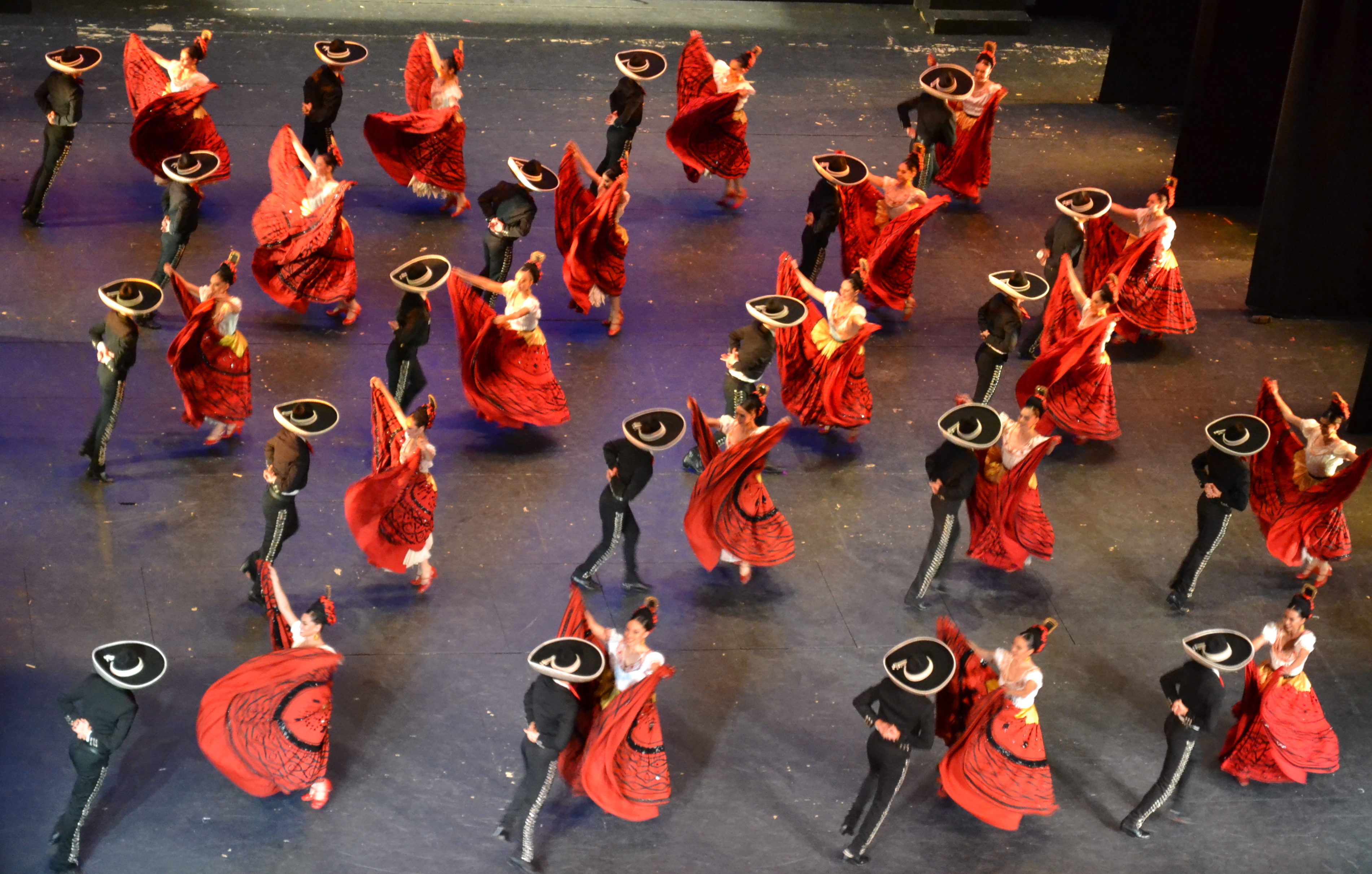
Coreografía del Ballet Folklórico de México, que codirigió una temporada

En 1967, dirigió la Escuela del Ballet Folklórico de México hasta 1972.
En 1972, fundó el Ballet Clásico 70, del cual fue directora hasta 1974.
En 1977, fundó la Escuela de Ballet Nellie Happee, que se incorporó al sistema pedagógico de la Royal Academy of Dance en 1979.

### Coreografía
Como coreógrafa, Happee ha creado más de cincuenta bailes. Eso significa ocuparse tanto de la sucesión de figuras y de pasos que forman la danza del espectáculo, como de musicalizarlo. En la mayoría de sus obras se interpretan melodías que no fueron compuestas específicamente como ballet. Ejemplos:
| Coreografía                              | Musicalización inspirada en                                                                                             |
| ---------------------------------------- | --- |
| Ángeles barrocos                         | Antonio Vivaldi |
| Carmina Burana                           | Carl Orff |
| Danzas vienesas antiguas                 | Wolfgang Amadeus Mozart                                                                                                 |
| Dueto                                    | Edvard Grieg |
| Encuentro                                | Benjamin Britten |
| Esquina Bajan                            | Vera Bloom, Aniceto Díaz, Alberto Domínguez, Jacob Gade, Alfredo Gil, Agustín Lara, Armando Pérez y Dámaso Pérez Prado, |
| La Cenicienta                            | Alberto Flachebba |
| La Favorita                              | Gaetano Donizetti |
| La güera                                 | Carlos Jiménez Mabarak                                                                                                  |
| Letanía erótica para la paz              | Rocío Sanz Quirós |
| Los niños son lluvia de flores preciosas | Carlos Jiménez Mabarak                                                                                                  |
| Pequeño concierto                        | Samuel Barber |
| Quinteto                                 | Ígor Stravinsky |
| Rosa Lila                                | Marc-Antoine Charpentier                                                                                                |
| Sinfonía Simple                          | Benjamin Britten |
| Variaciones                              | Johannes Brahms |
| Trío                                     | Tomaso Albinoni |

## Reconocimientos

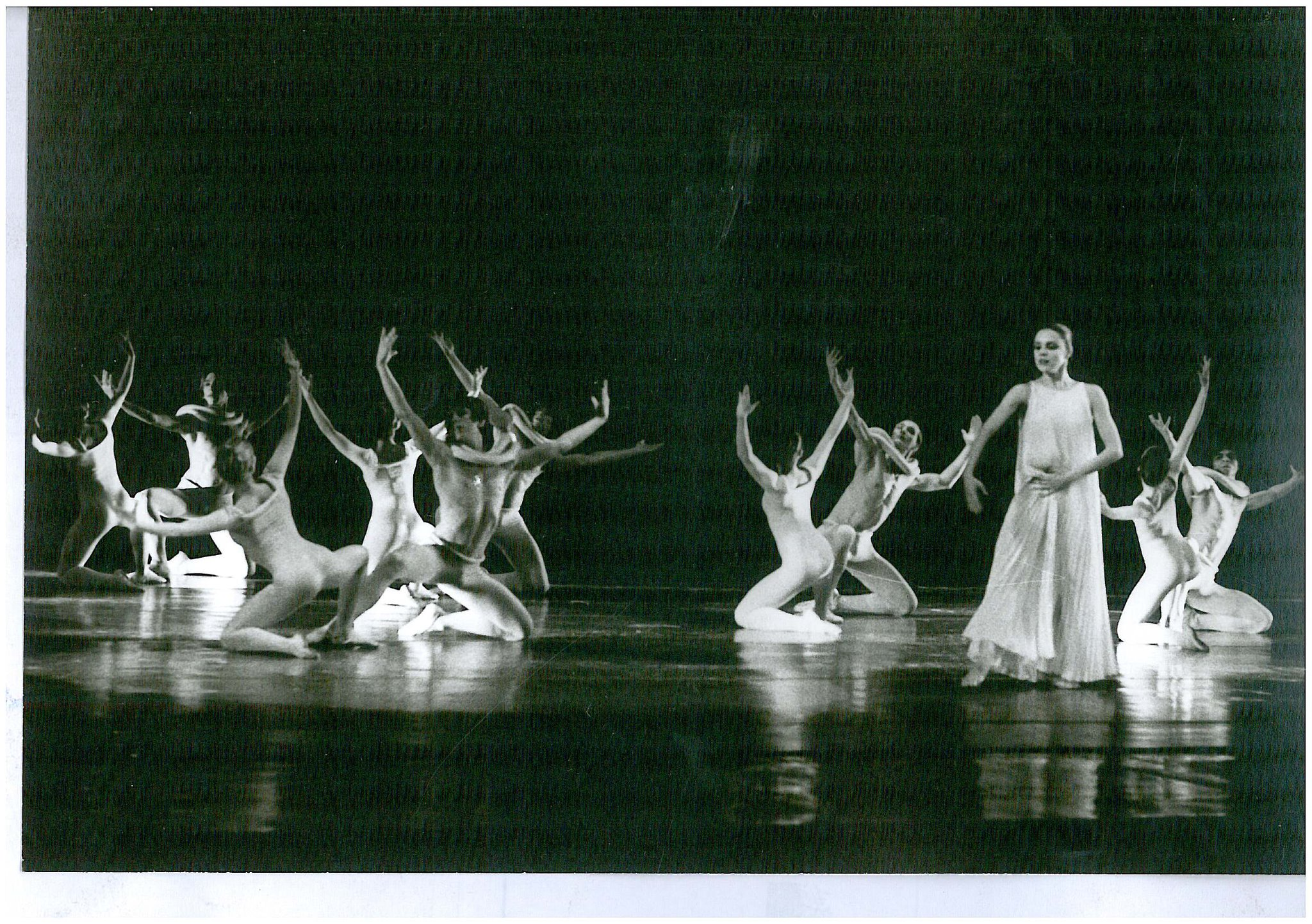
Carmina Burana, un ejemplo de coreografía

Entre los premios y distinciones que Nellie Happee recibió a lo largo de su carrera, por su contribución a la danza y a la coreografía en México, destacan: 
El Premio Anual de la Unión Mexicana de Cronistas de Teatro y Música, que obtuvo tres veces: en 1961, por Trío; en 1988, por Carmina Burana; y en 2000, por sus 50 años de trayectoria dedicada a la danza.
En 1996, recibió la Medalla al mérito Blas Galindo. Al año siguiente, le fue otorgado el Premio Guillermina Bravo, por su trayectoria profesional.
En 2003, fue reconocida como creadora emérita del Sistema Nacional de Creadores de Arte. Lunas del Auditorio la premió en 2005, en la categoría de danza moderna, por Carmina Burana; en 2007, por ¡Esquina bajan! y en 2019 otra vez por Carmina Burana.
Como homenaje por su 80 cumpleaños y sus 60 de trayectoria artística, los días 29 y 30 de abril de 2010, la Compañía Nacional de Danza presentó ¡Esquina bajan! y Carmina Burana, en el  Auditorio Nacional de la Ciudad de México. 
Por el confinamiento, durante la Pandemia de COVID-19, en 2020, el homenaje por sus siete décadas de trabajo y 90 años de edad, se llevó a cabo en la plataforma de la Secretaría de Cultura, Contigo en la distancia